# Thiago Carleto Alves
Thiago Carleto Alves o simplement Thiago Carleto és un jugador de futbol brasiler nascut el 24 de març de 1989 a São Bernardo do Campo, és lateral esquerre.

## Biografia
Va debutar al Santos en el Campionat paulista contra el Juventus-SP, l'11 d'abril de 2007.
El 25 de novembre de 2008, el València C.F. anuncia el fitxatge de Thiago fins al 2014. El jugador s'incorpora com alta en el mercat d'hivern.
Debuta en el València CF el 14 de febrer de 2009 en la jornada 23 de la lliga, a l'estadi de Mestalla en un València CF - Màlaga CF substituint a Moretti per lesió en la primera meitat del partit.
Per la temporada 2009-10 va ser cedit a l'Elx CF, tanmateix, a l'equip il·licità no compta amb massa minuts i en el mercat d'hivern és cedit al São Paulo brasiler.